# Diskografie Cher
Diskografie americké popové zpěvačky Cher obsahuje vydané nahrávky této umělkyně. K říjnu 2013 vydala dvacet pět studiových alb, devět kompilace, pět video alba. K říjnu 2013 dosáhl celosvětový odhad prodaných nahrávek přes 100 miliónů alb, což ze zpěvačky činí jednu z nejlépe prodávaných umělkyň a umělců všech dob.

## Alba

### Studiová alba
| Rok  | Album                                                        | Umístění v hitparádách | Umístění v hitparádách |
| Rok  | Album                                                        | US 200                 | UK                     |
| ---- | ------------------------------------------------------------ | ---------------------- | ---------------------- |
| 1965 | All I Really Want To Do - Vydáno: 1965 - Vydavatel: Imperial | 16                     | 7                      |
| 1966 | The Sonny Side of Chér - Vydáno: 1966 - Vydavatel: Imperial  | 26                     | 11                     |
| 1966 | Chér - Vydáno: 1966 - Vydavatel: Imperial                    | 59                     | —                      |
| 1967 | With Love, Chér - Vydáno: 1967 - Vydavatel: Imperial         | 47                     | —                      |
| 1968 | Backstage - Vydáno: 1968 - Vydavatel: Imperial               | —                      | —                      |
| 1969 | 3614 Jackson Highway - Vydáno: 1969 - Vydavatel: Atco        | 160                    | —                      |
| 1971 | Chér - Vydáno: 1971 - Vydavatel: MCA                         | 16                     | —                      |